# 村越正海
村越 正海（むらこし せいかい、1958年3月- ）は、日本のプロ釣り師、YouTuberである。フィッシングライター兼プロフィッシャーマン。本名は村越正規（むらこし せいき）。

## 来歴
東海大学海洋学部海洋工学科卒。
グローブライド（旧ダイワ精工）フィールドテスター。日本でただ一人、釣りだけで生計を立てている。プロのフィッシャーマンとしては、主にルアーフィッシングの分野での活躍が知られる。その中でも特にスズキ（シーバス）フィッシングをライフワークとしていると本人は語っている。全般的に釣りをする。
2007年からはダイワ精工と部分契約をし、オールダイワではなく他社の製品も使用可能となった。

## 出演作品

### VHS
- 村越正海のソルトウォーター ルアー熱中塾 （1993年5月25日、主婦と生活社） ISBN 4-391-80018-7
- 村越正海のソルトウォーター ルアー熱中塾 港湾・河川編 （主婦と生活社）
- 村越正海のソルトウォーター ルアー熱中塾 サーフ・磯編 （主婦と生活社）
- 村越正海のカサゴ・ソイ熱中塾 （主婦と生活社）
- 海のルアーフィッシング講座 上・下巻 （東海釣りガイド） ISBN 4-924703-30-3
- THE HUNT FOR SEABASS （ダイワ）

### DVD
- ザ・フィッシング プレミアム・コレクション 村越正海編 （2008年3月7日、ローランズ・フィルム）

## 出演中の番組
- THE フィッシング（テレビ大阪）
- シーバス全国行脚（CS放送・釣りビジョン）
- 東京湾大調査!お魚ぜんぶ釣ってみた2 (2018年1月28日、テレビ東京)

## 雑誌連載
- ルアーフィッシング情報（主婦と生活社）
- つり丸（マガジン・マガジン）
- FENEK（三推社・講談社）
- L LANND（釣り春秋）

## ゲーム
- 村越正海の爆釣日本列島（ビクターインタラクティブソフトウェア）
- 村越正海の爆釣日本列島2（ビクターインタラクティブソフトウェア）
- 村越正海の爆釣シーバス・フィッシング（ビクターインタラクティブソフトウェア）